# El Hierro
A ilha de El Hierro, ou ilha do Ferro, em português, é a ilha mais meridional do arquipélago das Canárias (Espanha). Pertence à província de Santa Cruz de Tenerife. A sua capital é Valverde, município onde se situam o Puerto de la Estaca e o Aeroporto de El Hierro. É formada pelos municípios de Valverde, La Frontera e El Pinar de El Hierro.
A 22 de janeiro de 2000 a ilha foi declarada pela UNESCO como Reserva da Biosfera, reconhecimento que também possuem as ilhas de La Palma e Lançarote. Actualmente está-se a desenvolver um plano impulsionado pelo Ministério de Fomento para converter a ilha na primeira do mundo a abastecer-se totalmente de energias renováveis.

## Descrição

### Geografia

Mapa dos três municípios de El Hierro

El Hierro é a menor ilha e mais ocidental do arquipélago canário. Tem uma superfície de 268,71 km² e uma população de 10 688 habitantes (INE, 2006)
A altitude máxima situa-se no centro da ilha, no Pico de Malpaso, com 1.501 m. Em proporção com o seu tamanho, é a ilha com maior superfície protegida de todo o arquipélago, com uns 58% do território protegido. Entre os seus acidentes geográficos destaca-se o Vale de El Golfo.
Os seus habitantes recebem o nome de hierrenhos.
Também pertencem a El Hierro os ilhéus de Roques de Salmor (Roque Grande e Roque Chico) com uma área de 0.03 km². São uma Reserva Natural Integral.

## História

Bandeira de El Hierro

### Nome da ilha
O nome da ilha, Hierro, apesar do que se pode pensar, provém da língua aborígene (Hero o Esero) mas, durante a conquista, transformou-se à semelhança da palavra castelhana hierro que quer dizer ferro.
Os antigos habitantes da ilha eram os bimbaches.

### Antiguidade
Para o mundo grego e romano clássico, as Ilhas Canárias eram consideradas como um lugar paradisíaco na longitude, as Ilhas Afortunadas ou o Jardín de las Hespérides. É muito provável que fossem os fenícios, os primeiros a ter contacto com as ilhas. Existem numerosos mitos e lendas sobre as ilhas e a sua origem. A primeira pista encontra-se na Odisseia do poeta grego Homero. Também se nomeia essas ilhas na obra de Hesíodo. Não obstante, o estabelecer que essas ilhas mitológicas são as Canárias não passa de ser uma opinião popular pois não há referências claras que assim o demonstram.

### Primeiros habitantes
A chegada e procedência dos primeiros habitantes de El Hierro ainda apresenta muitas lacunas. Diversos autores escrevem que vieram fugindo das fomes do Sara, outros fugindo das perseguições e outros que foram deportados pelos romanos. O único que se sabe com certeza é que quanto mais a norte partiram com os seus botes, mais rápido conseguiam conectar com a Corrente das Canárias que lhes transportaria às ilhas. Quando chegaram os conquistadores a El Hierro encontraram-se com umas tribos na idade da pedra ilhadas do resto do mundo. As diferenças entre os habitantes de cada ilha eram muito notáveis, pois tinham esquecido a arte da navegação e não tinham contacto entre elas. A Idade da Pedra manteve-se nas Canárias até uns 500 o 600 anos. Isto deve-se ao facto das ilhas terem caído no esquecimento desde a antiguidade e não foram redescobertas até ao início da Idade Moderna. Como forma genérica denomina-se aos primeiros habitantes das Canárias guanches, ainda que esta denominação é própria dos habitantes de Tenerife. Aos habitantes de El Hierro denomina-se-lhes bimbaches. Especialistas na linguística confirmam a tese de que os primeiros habitantes procediam do norte de África devido às semelhanças entre os petroglifos canários e os berberes do Magrebe e da Líbia. Os assentamentos em El Hierro começaram no século V antes de Cristo. Acredita-se que teve que ser muito difícil estabelecer-se na ilha devido aos altos riscos que envolvem a sua costa. Os contactos com as outras ilhas eram praticamente inexistentes pese à existência duma lenda que explica que foi uma mulher de La Gomera que ensinou aos bimbaches o uso do fogo.

### Conquista da ilha
A conquista da ilha se produziu da melhor forma, pacífica, mediante negociações, às mãos de Jean de Bethencourt. O conquistador normando teve entre as suas filhas a Augeron, irmão do monarca da ilha, preso anos antes e agora mediador entre os aborígenes e os conquistadores. Apesar de Jean de Bethencourt prometer ao monarca respeitar a liberdade do seu povo, trocou-a na rendição, e não manteve a sua palavra: um grande número dos seus habitantes foram vendidos como escravos. Vieram logo franceses e espanhóis (principalmente galegos), junto aos naturais da ilha, estando sob mandato do governador Lázaro Vizcaíno, o qual sofreu um levantamento dos aborígenes devido à sua política de castigo para com eles.

### Visita de Colombo

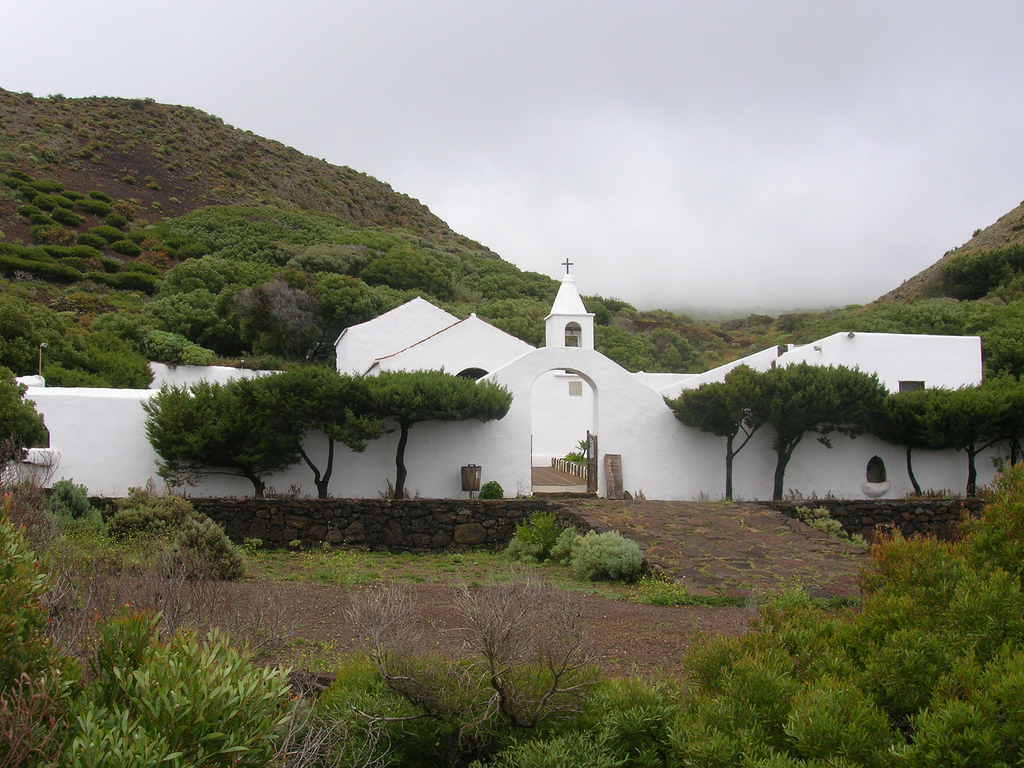
Ermita da Virgem de Los Reyes (1577).

Na sua segunda viagem à América, Cristóvão Colombo fez escala em La Gomera e em El Hierro. Nesta última ilha realizou a escala para carregar alimentos e água, assim como esperar ventos melhores. No total, passou 17 dias na ilha esperando por uma melhoria nos alísios que permitira à sua frota de 17 buques avançar mais rápido. A 3 de outubro de 1493 partiu da Baía das Naus para o Novo Mundo.

### Emigração
Os habitantes da ilha tiveram de emigrar em diversas ocasiões por motivos bem diferentes. A maioria o fazia em caso de crises políticas, longas secas ou fomes. Os principais destinos da emigração foram Cuba, Venezuela e Porto Rico. Até 1949 e 1950 partiam barcos à vela desde El Hierro até a América de forma clandestina. Alguns dos emigrantes voltaram recentemente com a melhoria das condições económicas e sociais da ilha.

### Desterro
No século XIX El Hierro, tal como Fuerteventura foi alvo do interesse de Madrid como lugar de desterro dos políticos, militares e liberais indesejados. Não obstante, o facto de que a ilha se convertera numa espécie de cárcere flutuante foi benéfico para os habitantes das ilhas pois, graças a isto, chegou desterrado Leandro Pérez por motivos políticos, convertendo-se no primeiro médico da ilha. A população era a encarregada de vigiar os desterrados.

### Meridiano Zero
Durante vários séculos, inclusive durante todo o período dos Descobrimentos, o Meridiano de Ferro foi considerado meridiano "0" já que era o extremo ocidental do mundo conhecido. O meridiano era fixado na Punta de Orchilla, até que, em 1887 se transferiu a referência ao Meridiano de Greenwich. Por isso também se conhece a ilha de El Hierro como a ilha do meridiano.

### Século XX

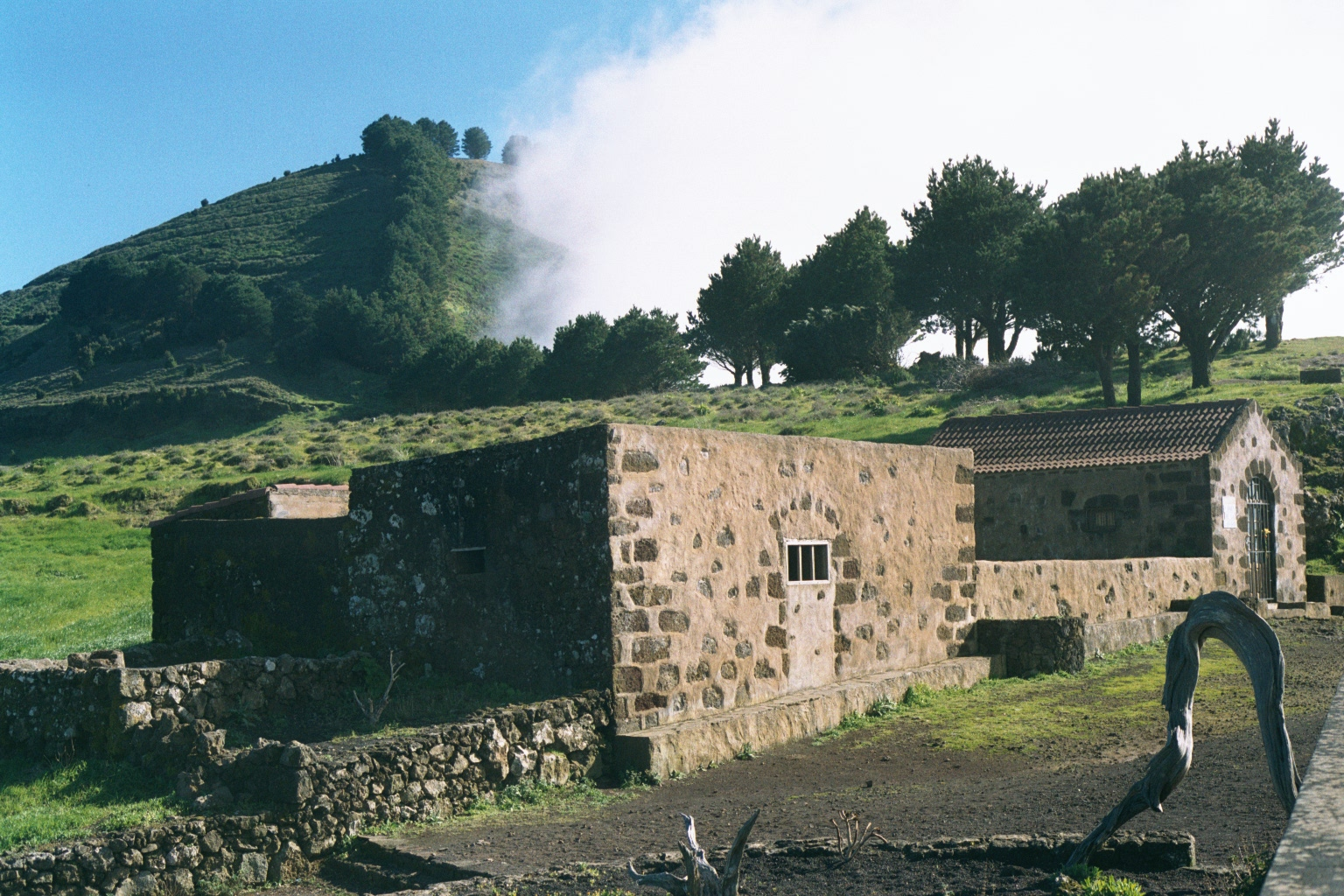
Ermita da Virgem da Caridade.

Em Julho de 1899 um incêndio arrasou o ajuntamento de Valverde destruindo o arquivo que criara-se em 1553. Com ele destruíram-se documentos importantes sobre a história da ilha. Também nesse tempo alastrou-se uma epidemia de varíola e uma longa seca seguida de anos muito chuvosos e com inundações frequentes. Em 1912 criaram-se os ajuntamentos de Valverde e La Frontera. Com a criação dos Cabildos Insulares, a ilha adquiriu autogoverno. A Primeira Guerra Mundial não trouxe nenhuma mudança especial para a ilha. Durante a Segunda República (1931-1936) se construiu o Puerto de La Estaca, melhoraram-se as estradas, as irrigações de água e construíram-se escolas. Em 1948 outra longa seca provocou a emigração de grande parte da população para a Venezuela e para a ilha de Tenerife.

## Celebrações
As festas mais importantes da ilha são o carnaval de La Frontera, ea Bajada de Nossa Senhora dos Reis, padroeira de El Hierro, realizada a cada quatro anos entre julho e agosto. Ele destaca a procissão da imagem Virgem de seu santuário no La Dehesa de Sabinosa para Valverde.